# Coupe de Luxembourg 1973-1974
La Coppa di Lussemburgo 1973-1974 è stata la 49ª edizione della coppa nazionale lussemburghese disputata tra il 26 agosto 1973 e l'8 giugno 1974 e conclusa con la vittoria del Jeunesse Esch, al suo sesto titolo.

## Formula
Eliminazione diretta in gara unica con la eccezione dei quarti di finale e delle semifinali che si sono giocate in gare di andata e ritorno.

#### Turno di qualificazione
| Squadra 1                   | Risultato       | Squadra 2                      |
| --------------------------- | --------------- | ------------------------------ |
| 26 agosto 1973              |                 |                                |
| Alzetta Cruchten            | 5 − 2           | Boevange/Attert                |
| Avenir Flaxweiler           | 17 − 0          | Beyren                         |
| Blo-Weiss Madernach         | 2 − 0           | Olympia Christnach/Waldbillig  |
| Bourscheid                  | 1 − 4           | Kischpelt Wilwerwiltz          |
| Eschdorf                    | 1 − 3           | Erpeldange 72                  |
| Etoile Sportive Schouweiler | 4 − 8 (dts)     | US Esch                        |
| Iska Boys Simmern           | 2 − 3           | Résidence Walferdange          |
| Jeunesse Biwer              | 4 − 1           | Syra Mensdorf                  |
| Jeunesse Gilsdorf           | 1 − 2           | Feulen                         |
| Jeunesse Schieren           | 4 − 1           | Ell                            |
| Les Aiglons Dalheim         | 1 − 4           | Reisdorf                       |
| Les Ardoisiers Perlé        | 9 − 0           | Arminia Weidingen              |
| Les Montagnards Weiswampach | 3 − 4 (dts)     | Claravallis Clervaux           |
| Marisca Mersch              | 1 − 2           | Hamm 37                        |
| Mertert                     | 6 − 1           | Rupensia Larochette            |
| Minerva Lintgen             | 5 − 0           | Lorentzweiler                  |
| Minière Lasauvage           | 6 − 0           | Luna Oberkorn                  |
| Mondercange                 | 2 − 1           | The Belval Belvaux             |
| Munsbach                    | 1 − 4           | Remich                         |
| Olympique Eischen           | 1 − 0           | Noertzange                     |
| Pratzerthal                 | 3 − 2 (dts)     | Sporting Mertzig               |
| Rambrouch                   | 1 − 2           | Folschette                     |
| Rodange                     | 4 − 2           | Colmar-Berg                    |
| Sanem                       | 1 − 3           | Etoile Sportive Clemency       |
| Steinfort                   | 2 − 0           | Template:Calcio AS Schifflange |
| Tricolore Gasperich         | 2 − 1           | Kopstal 33                     |
| UNA Strassen                | 0 − 0 (3-2 dtr) | Alisontia Steinsel             |
| US Bascharage               | 1 − 2           | Ehlerange                      |

#### 1º Turno preliminare
| Squadra 1                | Risultato       | Squadra 2                  |
| ------------------------ | --------------- | -------------------------- |
| 14 ottobre 1973          |                 |                            |
| AS Luxembourg            | 3 − 1           | UNA Strassen               |
| Alzetta Cruchten         | 1 − 2           | Feulen                     |
| Avenir Flaxweiler        | 0 − 2           | Titus Lamadelaine          |
| Blo-Giel Hupperdange     | 5 − 1           | Arantia Berdorf            |
| Brouch                   | 2 − 1           | Jeunesse Schieren          |
| Etoile Sportive Clemency | 2 − 3 (dts)     | Blo-Weiss Itzig            |
| Folschette               | 1 − 2           | Berdenia Berbourg          |
| Hosingen                 | 2 − 3           | SC Rodange                 |
| Jeunesse Biwer           | 3 − 0           | Yellow Boys Weiler-la-Tour |
| Jeunesse Junglinster     | 4 − 3           | Claravallis Clervaux       |
| Jeunesse Koerich         | 5 − 0           | Olympique Eischen          |
| Jeunesse Useldange       | 0 − 10          | Blo-Weiss Madernach        |
| Kehlen                   | 0 − 1           | Bous                       |
| Kischpelt Wilwerwiltz    | 5 − 4           | Atert Bissen               |
| Les Ardoisiers Perlé     | 5 − 0           | Sporting Beckerich         |
| Mamer 32                 | 2 − 1           | US Esch                    |
| Mansfeldia Clausen       | 2 − 0           | Tricolore Gasperich        |
| Mertert                  | 1 − 4           | Red Boys Aspelt            |
| Minerva Lintgen          | 3 − 2           | Racing Troisvierges        |
| Mondercange              | 2 − 2 (4-5 dtr) | Minière Lasauvage          |
| Progrès Grund            | 1 − 0           | Jeunesse Canach            |
| Racing Rodange           | 3 − 1           | Jeunesse 07 Kayl           |
| Reisdorf                 | 3 − 1           | Erpeldange 72              |
| Remich                   | 0 − 2           | Swift Hesperange           |
| Résidence Walferdange    | 5 − 1           | Hamm 37                    |
| Steinfort                | 3 − 0           | Sporting Bertrange         |
| Tarwat Tarchamps         | 0 − 2           | Pratzerthal                |
| Vinesca Ehnen            | 0 − 4           | Ehlerange                  |

#### 2º Turno preliminare
| Squadra 1             | Risultato   | Squadra 2             |
| --------------------- | ----------- | --------------------- |
| 11 novembre 1973      |             |                       |
| Blo-Weiss Itzig       | 2 − 6       | Mansfeldia Clausen    |
| Blo-Weiss Madernach   | 0 − 5       | Minerva Lintgen       |
| Brouch                | 1 − 2       | Jeunesse Junglinster  |
| Ehlerange             | 1 − 0       | Berdenia Berbourg     |
| Feulen                | 1 − 4       | SC Rodange            |
| Jeunesse Biwer        | 0 − 3       | Minière Lasauvage     |
| Kischpelt Wilwerwiltz | 1 − 4       | Résidence Walferdange |
| Les Ardoisiers Perlé  | 6 − 2       | Pratzerthal           |
| Progrès Grund         | 1 − 4 (dts) | Jeunesse Koerich      |
| Racing Rodange        | 5 − 3       | Bous                  |
| Red Boys Aspelt       | 8 − 0       | AS Luxembourg         |
| Reisdorf              | 2 − 4       | Blo-Giel Hupperdange  |
| Swift Hesperange      | 2 − 1       | Steinfort             |
| Titus Lamadelaine     | 2 − 5       | Mamer 32              |

### 3º Turno preliminare
| Squadra 1             | Risultato   | Squadra 2            |
| --------------------- | ----------- | -------------------- |
| 6 gennaio 1974        |             |                      |
| Alliance Dudelange    | 4 − 2       | Grevenmacher         |
| Chiers Rodange        | 5 − 2       | Sporting Bettembourg |
| CS Hollerich          | 4 − 1       | Mansfeldia Clausen   |
| Egalité Weimerskirch  | 1 − 2       | Swift Hesperange     |
| Ehlerange             | 2 − 0       | Red Boys Aspelt      |
| Hostert               | 2 − 1 (dts) | Jeunesse Hautcharage |
| Jeunesse Junglinster  | 4 − 1       | Blo-Giel Hupperdange |
| Jeunesse Koerich      | 3 − 2       | Hobscheid            |
| Jeunesse Wasserbillig | 5 − 4       | Blue Boys Muhlenbach |
| Mamer 32              | 2 − 5       | Minerva Lintgen      |
| Minière Lasauvage     | 3 − 2       | Racing Rodange       |
| Oberkorn              | 4 − 1       | Rapid Neudorf        |
| Orania Vianden        | 3 − 1       | Differdange          |
| Red Black Pfaffenthal | 0 − 1       | Pétange              |
| Résidence Walferdange | 2 − 3       | Mondorf              |
| Tetange               | 4 − 1       | Les Ardoisiers Perlé |
| US Dudelange          | 4 − 6 (dts) | Progrès Niedercorn   |
| Victoria Rosport      | 3 − 4       | Daring Echternach    |
| Wiltz 71              | 7 − 1       | Rodange              |

| Squadra 1       | Risultato   | Squadra 2             |
| --------------- | ----------- | --------------------- |
| 10 gennaio 1974 |             |                       |
| Sandweiler      | 3 − 3 (dts) | Koeppchen Wormeldange |

| Squadra 1                   | Risultato | Squadra 2             |
| --------------------------- | --------- | --------------------- |
| 16 gennaio 1974 (Spareggio) |           |                       |
| Sandweiler                  | 3 − 2     | Koeppchen Wormeldange |

### Sedicesimi di finale
•Entrano in lizza le squadre di Division Nationale.
| Squadra 1             | Risultato   | Squadra 2                |
| --------------------- | ----------- | ------------------------ |
| 3 febbraio 1974       |             |                          |
| Chiers Rodange        | 3 − 0       | Minerva Lintgen          |
| CS Hollerich          | 1 − 2       | Oberkorn                 |
| Daring Echternach     | 3 − 0       | The National Schifflange |
| Ehlerange             | 2 − 1 (dts) | Aris Bonnevoie           |
| Hostert               | 3 − 1       | Mondorf                  |
| Jeunesse Junglinster  | 0 − 1       | Spora Luxembourg         |
| Jeunesse Koerich      | 2 − 3       | Stade Dudelange          |
| Jeunesse Wasserbillig | 1 − 3       | Union Luxembourg         |
| Minière Lasauvage     | 2 − 4 (dts) | Avenir Beggen            |
| Pétange               | 1 − 0       | Rumelange                |
| Progrès Niedercorn    | 1 − 3       | Jeunesse Esch            |
| Sandweiler            | 0 − 7       | Red Star Merl-Belair     |
| Swift Hesperange      | 1 − 5       | Red Boys Differdange     |
| Tetange               | 5 − 0       | Fola Esch                |
| Wiltz 71              | 2 − 4       | Alliance Dudelange       |
| Orania Vianden        | 1 − 1 (dts) | Etzella Ettelbruck       |

| Squadra 1                    | Risultato | Squadra 2                     |
| ---------------------------- | --------- | ----------------------------- |
| 14 febbraio 1974 (Spareggio) |           |                               |
| Etzella Ettelbruck           | 1 − 0     | Template:Calcio Orana Vianden |

### Ottavi di finale
| Squadra 1         | Risultato   | Squadra 2            |
| ----------------- | ----------- | -------------------- |
| 1° maggio 1974    |             |                      |
| Chiers Rodange    | 2 − 0       | Stade Dudelange      |
| Ehlerange         | 0 − 4       | Union Luxembourg     |
| Hostert           | 2 − 3       | Red Boys Differdange |
| Oberkorn          | 1 − 5       | Jeunesse Esch        |
| Tetange           | 3 − 1       | Alliance Dudelange   |
| Daring Echternach | 0 − 0 (dts) | Avenir Beggen        |
| Pétange           | 0 − 0 (dts) | Etzella Ettelbruck   |
| Spora Luxembourg  | 2 − 2 (dts) | Red Star Merl-Belair |

| Squadra 1                | Risultato | Squadra 2            |
| ------------------------ | --------- | -------------------- |
| 5 maggio 1974 (Spareggi) |           |                      |
| Avenir Beggen            | 4 − 0     | Daring Echternach    |
| Spora Luxembourg         | 2 − 0     | Red Star Merl-Belair |

| Squadra 1                 | Risultato | Squadra 2          |
| ------------------------- | --------- | ------------------ |
| 7 maggio 1974 (Spareggio) |           |                    |
| Pétange                   | 2 − 1     | Etzella Ettelbruck |

### Quarti di finale
•L'andata giocata il 12 maggio e il ritorno giocato il 16 maggio del 1974.
| Squadra 1            | Totale | Squadra 2        | Andata | Ritorno |
| -------------------- | ------ | ---------------- | ------ | ------- |
| Chiers Rodange       | 1 - 2  | Avenir Beggen    | 0 - 1  | 1 - 1   |
| Jeunesse Esch        | 7 - 1  | Spora Luxembourg | 3 - 0  | 4 - 1   |
| Red Boys Differdange | 4 - 1  | Tetange          | 2 - 1  | 2 - 0   |
| Union Luxembourg     | 2 - 1  | Pétange          | 1 - 0  | 1 - 1   |

### Semifinali
•L'andata giocata il 23 maggio e il ritorno giocato il 26 maggio del 1974.
| Squadra 1            | Totale | Squadra 2        | Andata | Ritorno     |
| -------------------- | ------ | ---------------- | ------ | ----------- |
| Jeunesse Esch        | 4 - 0  | Union Luxembourg | 1 - 0  | 3 - 0       |
| Red Boys Differdange | 4 - 5  | Avenir Beggen    | 2 - 2  | 2 - 3 (dts) |

## Finale
| Arbitro: | Norbert Rolles |

|                                             |           |            |
| Reiland 7’ Hoffmann 15’ Mond 73’ Zwally 88’ | Marcatori | 37’ Zender |

| Jeunesse Esch | Avenir Beggen |

### Formazioni
| Jeunesse Esch   |    |                                        |     |  |  |
|                 |    |                                        |     |  |  |
| POR             | 1  | René Hoffmann                          |     |  |  |
| DIF             | 2  | Jeannot Schaul                         |     |  |  |
| DIF             | 3  | Léon Schmit                            |     |  |  |
| DIF             | 4  | Nico Pasquini                          |     |  |  |
| DIF             | 5  | Mario Morocutti                        |     |  |  |
| DIF             | 6  | Norbert Reiland 7’                     |     |  |  |
| CEN             | 7  | Pierrot Langer (72'Jean-Pierre Hnatow) |     |  |  |
| CEN             | 8  | Léon Mond 73’                          |     |  |  |
| ATT             | 9  | Guy Allamano                           |     |  |  |
| ATT             | 10 | André Zwally 88’                       |     |  |  |
| ATT             | 11 | Jean-Pierre Hoffmann                   | 15’ |  |  |
| A disposizione: |    |                                        |     |  |  |
| Allenatore:     |    |                                        |     |  |  |
| Willi Macho     |    |                                        |     |  |  |

| Avenir Beggen   |    |                                              |  |  |  |
|                 |    |                                              |  |  |  |
| POR             | 1  | Jeannot Moes (51' Claude Colling)            |  |  |  |
| DIF             | 2  | Nico Demuth                                  |  |  |  |
| DIF             | 3  | Bernard Steichen                             |  |  |  |
| DIF             | 4  | Henri Cirelli                                |  |  |  |
| DIF             | 5  | Jean-Paul Zender                             |  |  |  |
| DIF             | 6  | Jean Hansen                                  |  |  |  |
| CEN             | 7  | Pierre Kutten                                |  |  |  |
| CEN             | 8  | QUARING Alphonse Quaring                     |  |  |  |
| ATT             | 9  | CHAHBI Bouchaid Chahbi (83' Pierre Wohlfart) |  |  |  |
| ATT             | 10 | Gilbert Zender 37’                           |  |  |  |
| ATT             | 11 | Carlo Bamberg                                |  |  |  |
| A disposizione: |    |                                              |  |  |  |
| Allenatore:     |    |                                              |  |  |  |
| Henri Cirelli   |    |                                              |  |  |  |